# ماریس

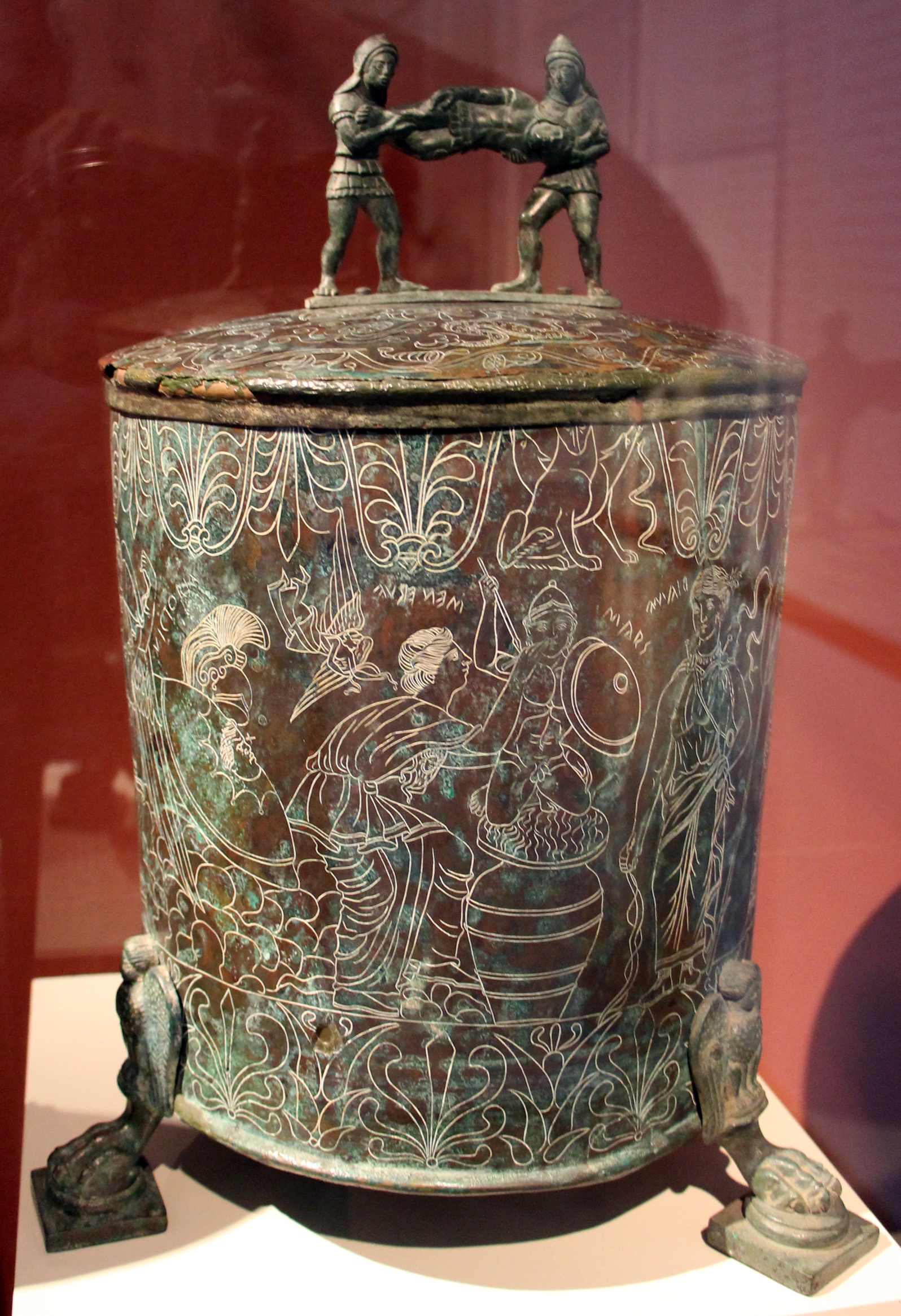
سنگ نگاره ماریس

ماریس یا ماریش، خدای کشاورزی و باروری در اساطیر اتروسک بود. این ایزد، بعدها توسط رومیان به عنوان خدای جنگ / کشاورزی، قرض گرفته شد و تبدیل به خدایی بنام مارس گردید. خدایی که توسط گروهی از نویسندگان رومی (اینترپرتاشیو رومانا)، معادل با آرس یونانی تلقی گردید. شماری از نامهای اپیتتی شناخته شده او، عبارتند از: ماریس هالانا، ماریس هوسرنانا(که معنای واقعی این کلمه "ماریس کودکان" می باشد) و ماریس ایسمینتیانز.